# Statue d'André Vésale
La statue d'André Vésale est une statue érigée sur la place des Barricades à Bruxelles, capitale de la Belgique, à la gloire d'André Vésale, célèbre médecin et anatomiste bruxellois du XVIe siècle.

## Localisation
La statue se dresse au centre de la place des Barricades, conçue par l'architecte Jean-Baptiste Vifquain, au nord du Quartier des Libertés, ancien quartier Notre-Dame-aux-Neiges redessiné à partir de 1874 par l'architecte Antoine Mennessier et dédié à la glorification de la révolution belge et des libertés constitutionnelles.

## Historique
La statue est le fruit d'un projet lancé en 1840 par un médecin bruxellois, le docteur Maes, soucieux de rendre hommage au plus illustre de ses confrères bruxellois.
Elle fut financée par des listes de souscription, aussi bien privées qu'officielles, répandues dans tout le pays et reçut de nombreux subsides de la Ville de Bruxelles, de la province du Brabant, du gouvernement belge et du roi Léopold Ier lui-même,.
La statue en bronze a été sculptée en 1846 par le sculpteur Joseph Geefs (frère de Guillaume Geefs) et coulée par le fondeur Trossaert-Roelandts,,.
Le piédestal en pierre a été dessiné par l'architecte Hector Goffart qui en fit le plan gratuitement et en assura la construction,.
Le monument a été inauguré le 31 décembre 1847 en présence du sculpteur, de son frère Guillaume Geefs, du fondeur Trossaert-Roelandts, de l'architecte Goffart, du ministre de l'Intérieur Charles Rogier, des membres du comité pour l'érection du monument, de la commission artistique, ainsi que de représentants du gouvernement, de la Ville de Bruxelles, de la Province de Brabant, de l'Académie royale de médecine et de l'Académie royale des belles-lettres.
Il était prévu à l'époque que la place des Barricades prenne le nom de place Vésale mais cela ne s'est pas fait.

## Description

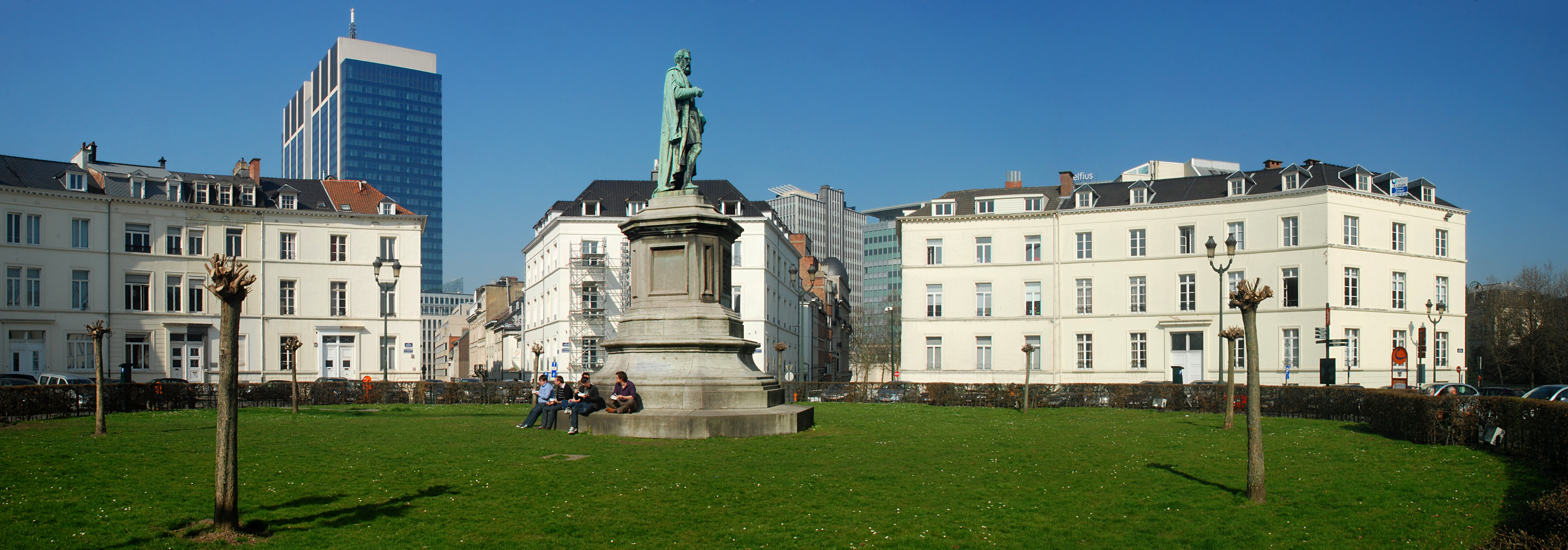

Le monument, érigé au centre d'un parterre gazonné, est constitué d'une statue en bronze représentant Vésale debout, tenant de la main gauche son Traité sur la structure du corps de l'homme. Le projet initial de Geefs prévoyait dans la main de Vésale une statuette d'étude anatomique, l'écorché de Michel-Ange, mais la commission artistique a rejeté cette disposition.
La statue est portée par un piédestal carré en pierre bleue à base octogonale.
La face avant du piédestal porte une plaque de bronze gravée d'une inscription en latin rappelant la naissance de Vésale à Bruxelles en 1514 et son décès le 15 octobre 1564 dans l'île de Zakynthos (Zante) en Grèce, au retour d'un pèlerinage en Terre sainte :

« 
Andreæ Vesalio
Andreæ Vesalio

Scientiæ Anatomicæ

Parenti

Natus Bruxell. D. XXXI Déc. MDXIIII

Naufragus in Jacyntho

Obiit D. XV Oct. MDLXIIII »

La face arrière du piédestal porte une plaque évoquant l'inauguration, le 31 décembre 1847, de la statue, érigée sous les auspices du roi Léopold Ier.

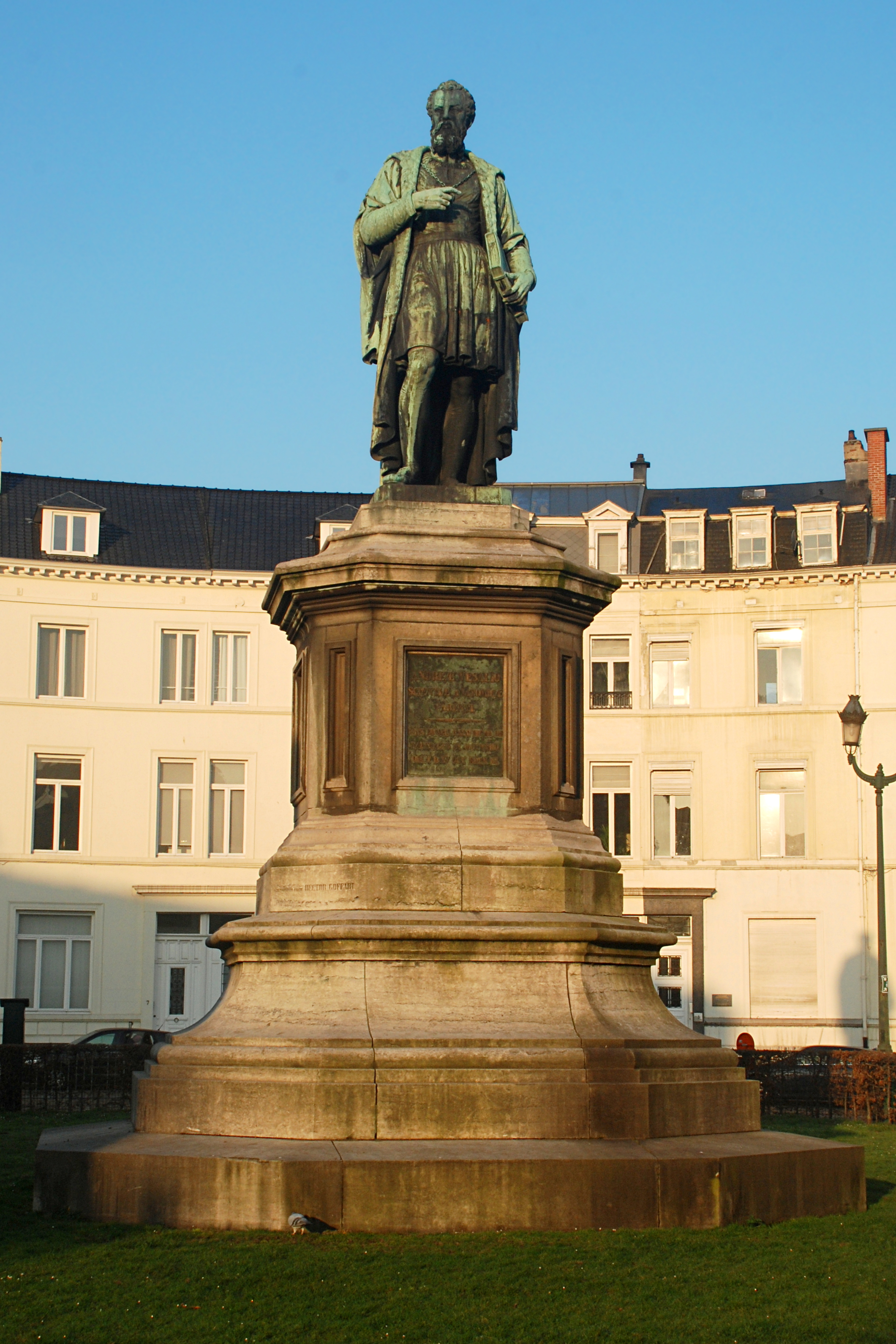
Vue générale de la statue.
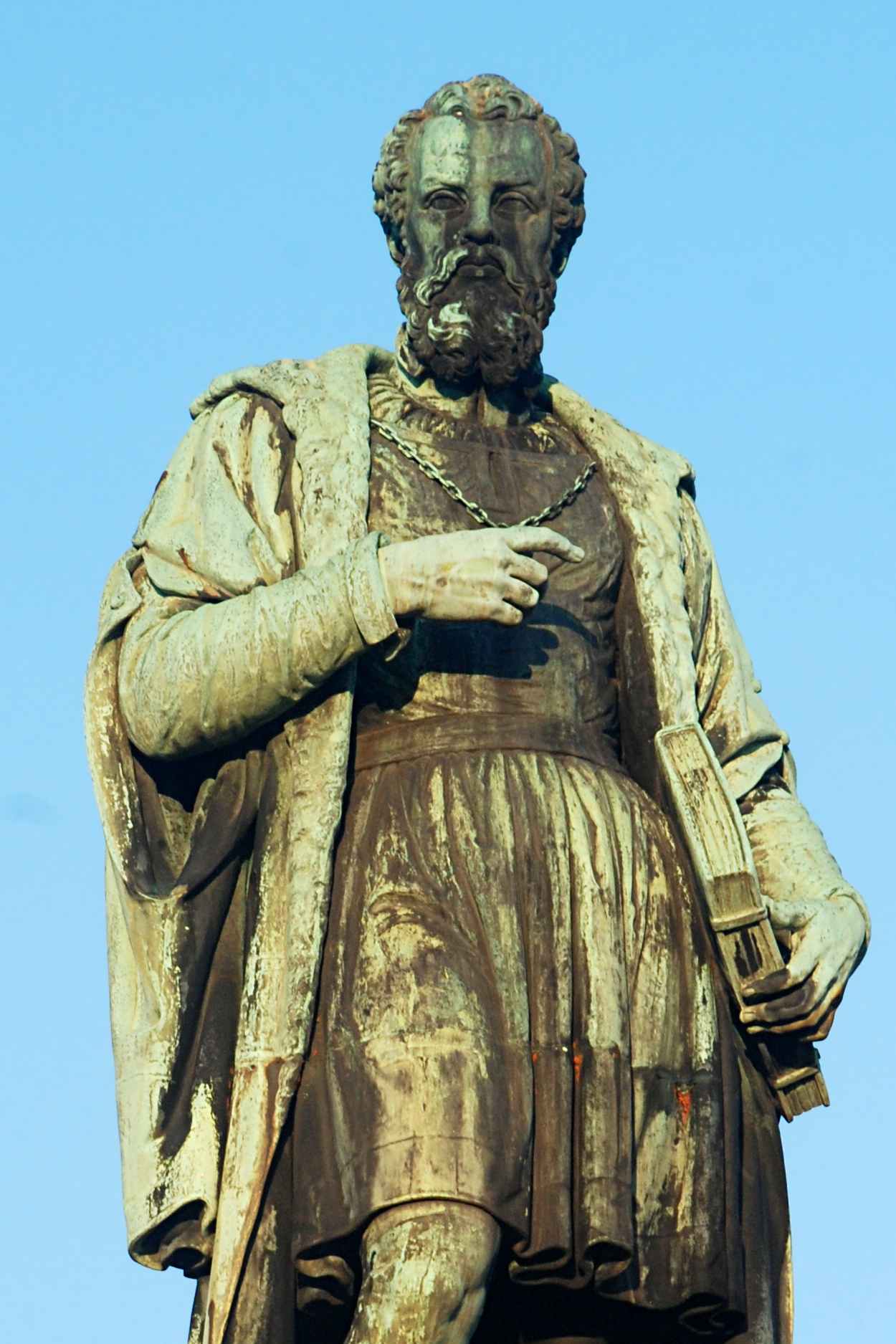
André Vésale.
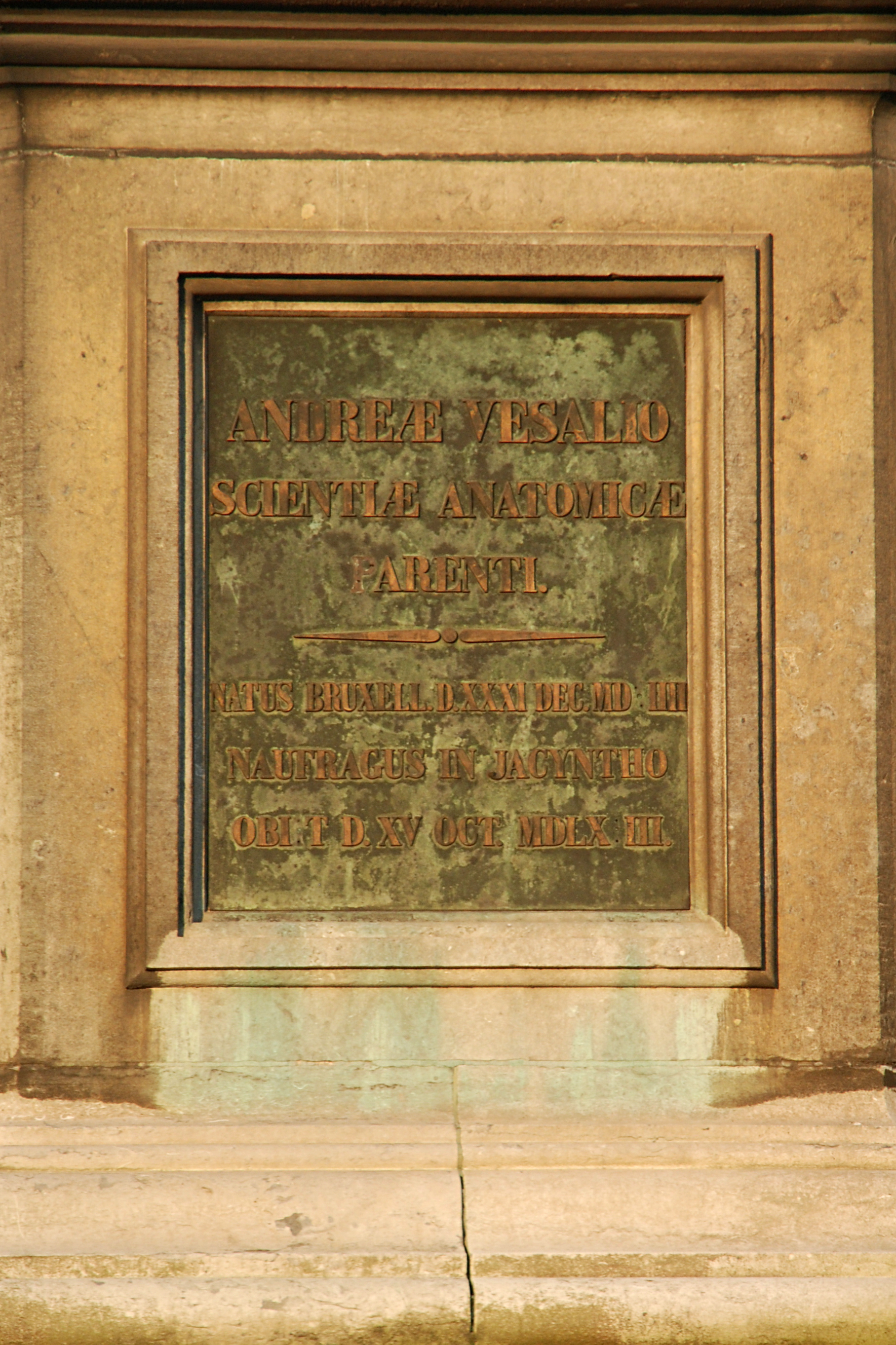
La plaque avant.

Les deux autres faces du piédestal devaient être ornées de bas-reliefs de Geefs représentant Vésale donnant une leçon d'anatomie et son naufrage sur les côtes de Zante mais ils ne furent pas réalisés.
Sur la base octogonale du piédestal est gravé le nom de l'architecte qui l'a dessiné :
La statue était jadis entourée d'un square fermé par un grillage et agrémenté d'une dizaine de lilas de Perse mais il a été profondément altéré en 1943.

## Accessibilité
| ___ | Ce site est desservi par les stations de métro : Madou et Botanique. |